# 伞盖
伞盖（羅馬化：chatra），又称宝盖、华盖，在印度教、耆那教和佛教中是吉祥的象征。

## 各种传统中的伞盖
根据印度神话，它是伐楼拿的象征，也被认为是王权的体现。 伞盖也是本尊。 在各种教法传统中，它为轉輪王所持有。用伞盖描绘了许多神灵，其中包括梨槃多、蘇利耶和毗湿奴（化身为筏摩那）。伞盖在众多八名数组合中共相出现，例如在耆那教天衣派传统和密宗传统中。
在佛法传统圖像學、传统藏医唐卡和阿育吠陀图形中，伞盖统一表示为顶轮。
在金刚乘佛教中，伞盖属于八宝之一。
伞盖与华盖具有相似的象征意义，可以参考毘首羯磨的画像。
在缅甸文化中，伞盖“Hti”是君权象征，也是缅甸宝塔的顶饰。
皇家九层伞盖是泰国王室御用物之一，伞盖也用在皇族金辉大米（Royal Umbrella rice）的标志上。
华盖相传为黄帝大战蚩尤时其头顶出现的花状物，在汉文化以及印度文化中，后世将其作为权势的代表，演化为帝王、贵族出行或者所乘车子上伞形的遮蔽物。常见于高贵者所处之地，如王座华盖、墓华盖等。在佛教中也常用于佛或者菩萨的头顶，以示尊敬。

## 画廊

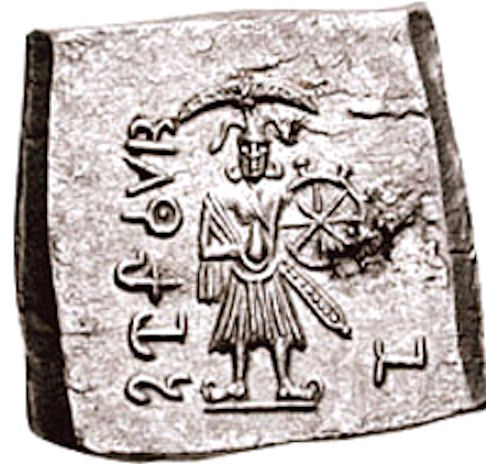
大约公元前 180 年，在阿加托克利斯硬币上富天-黑天（英语：Vāsudeva）的伞盖。
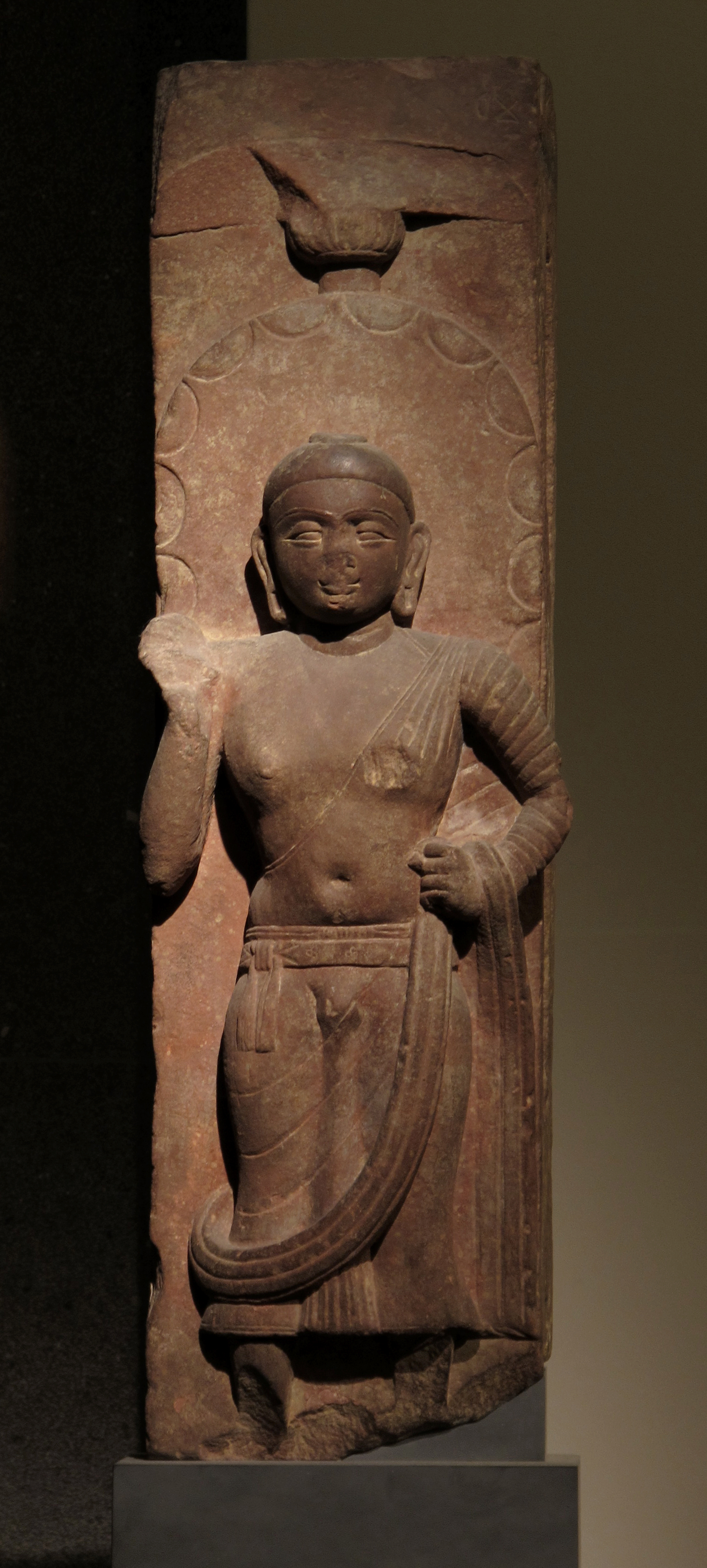
冠有伞盖的菩萨雕像
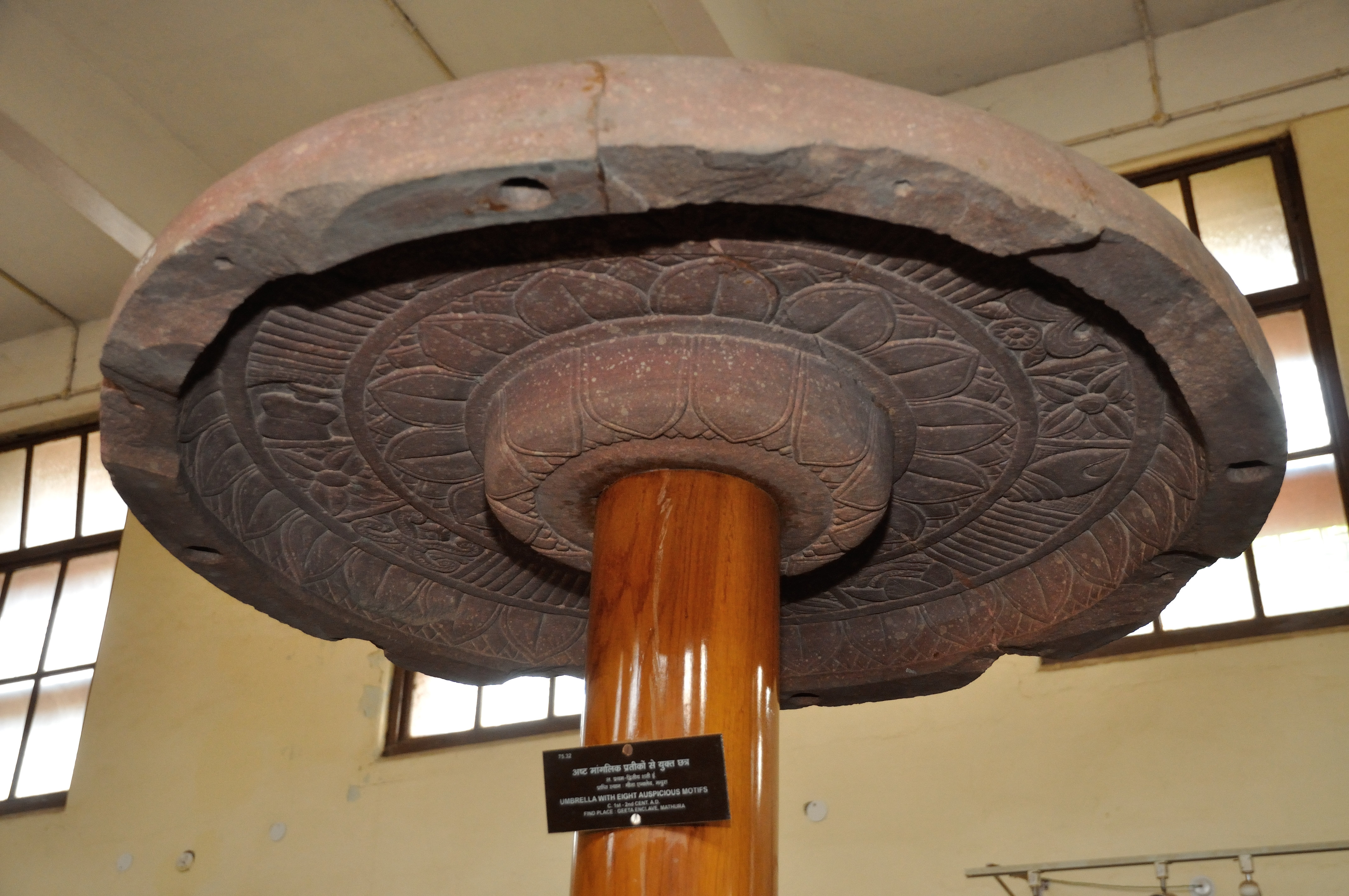
约公元1至2世纪马图拉博物馆八宝伞盖
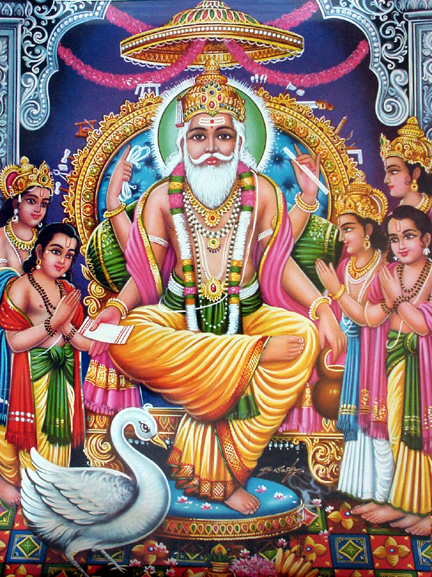
毘首羯磨，吠陀建筑师
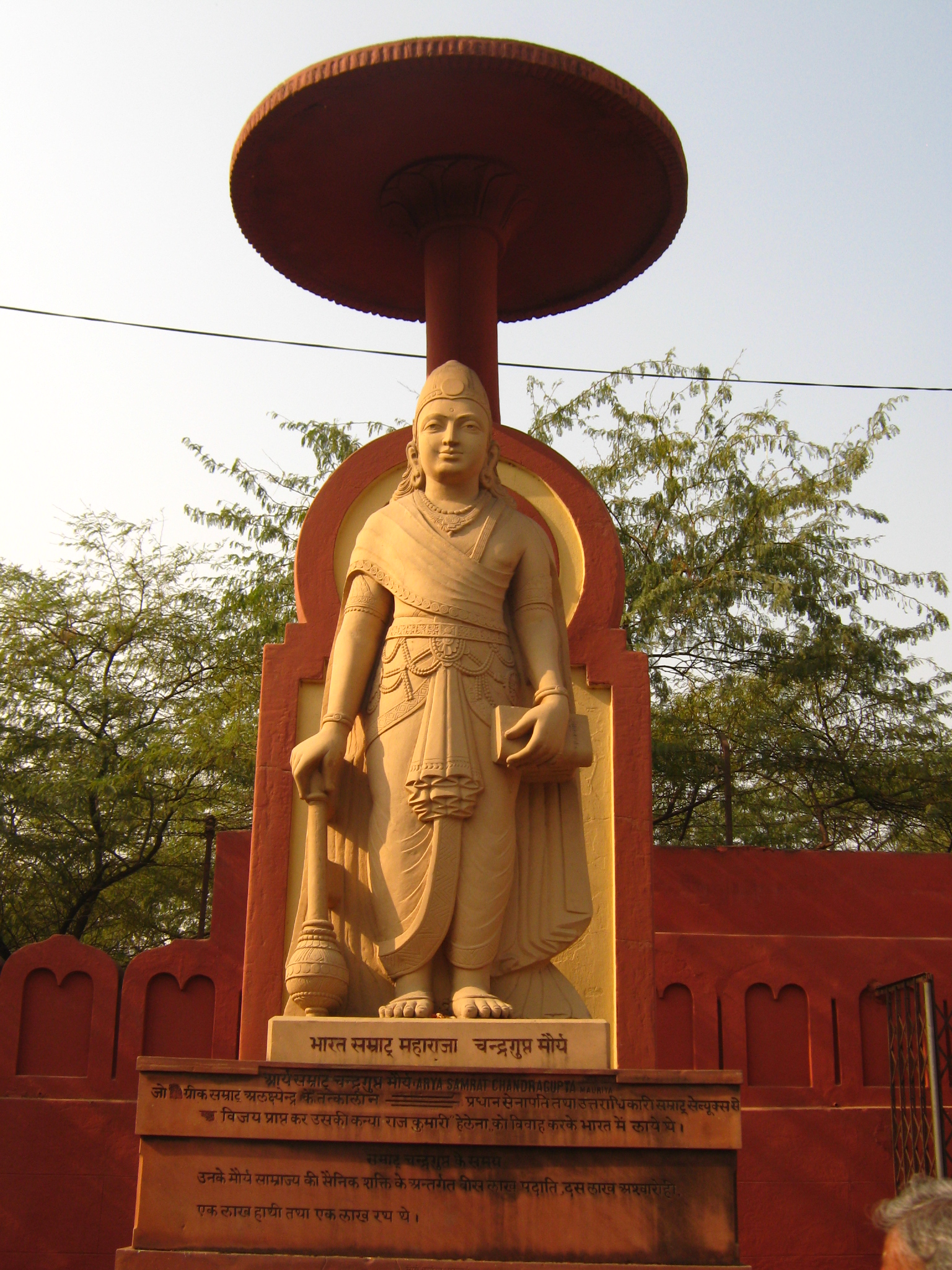
伞盖下的旃陀罗笈多的雕像
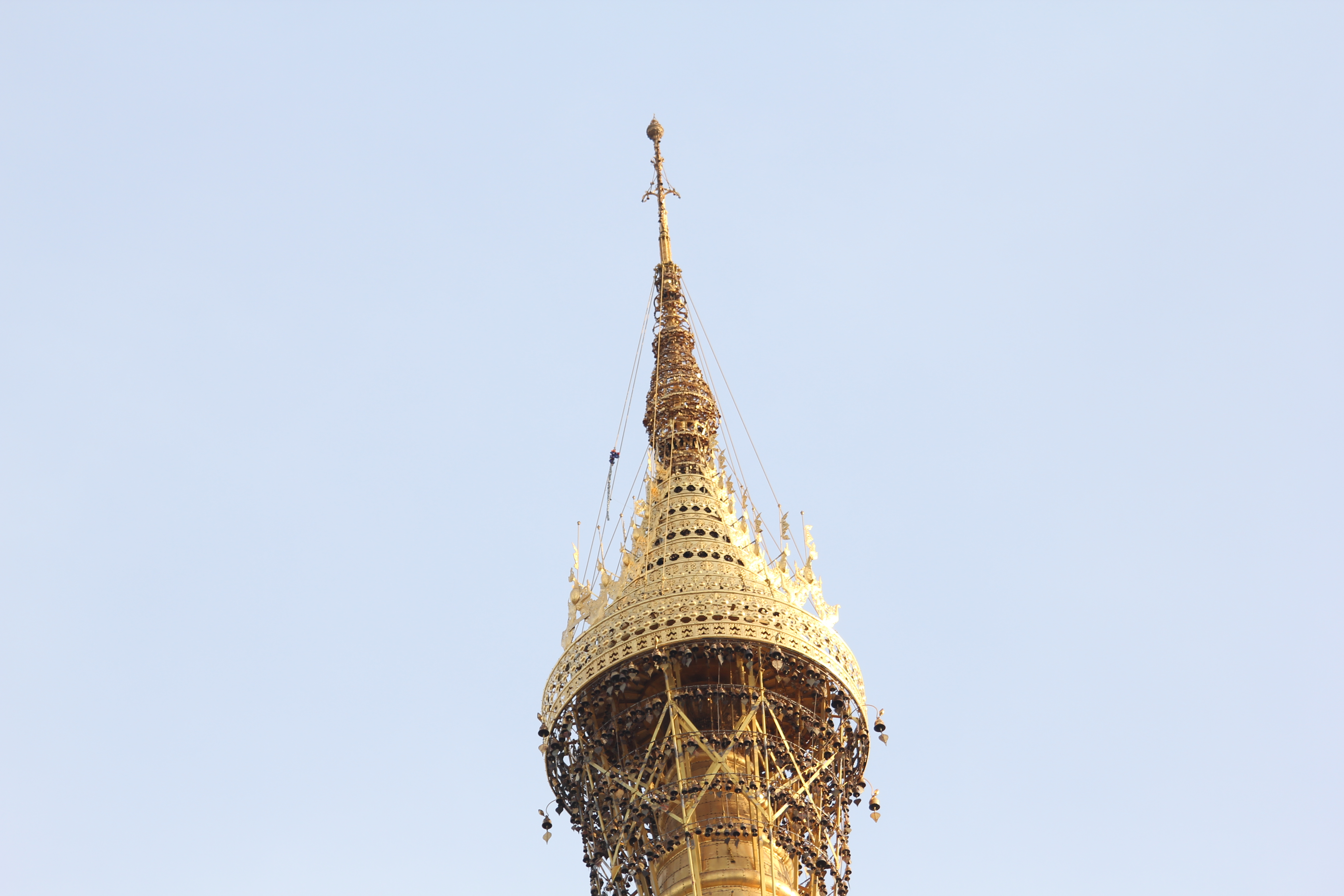
仰光大金塔顶的hti
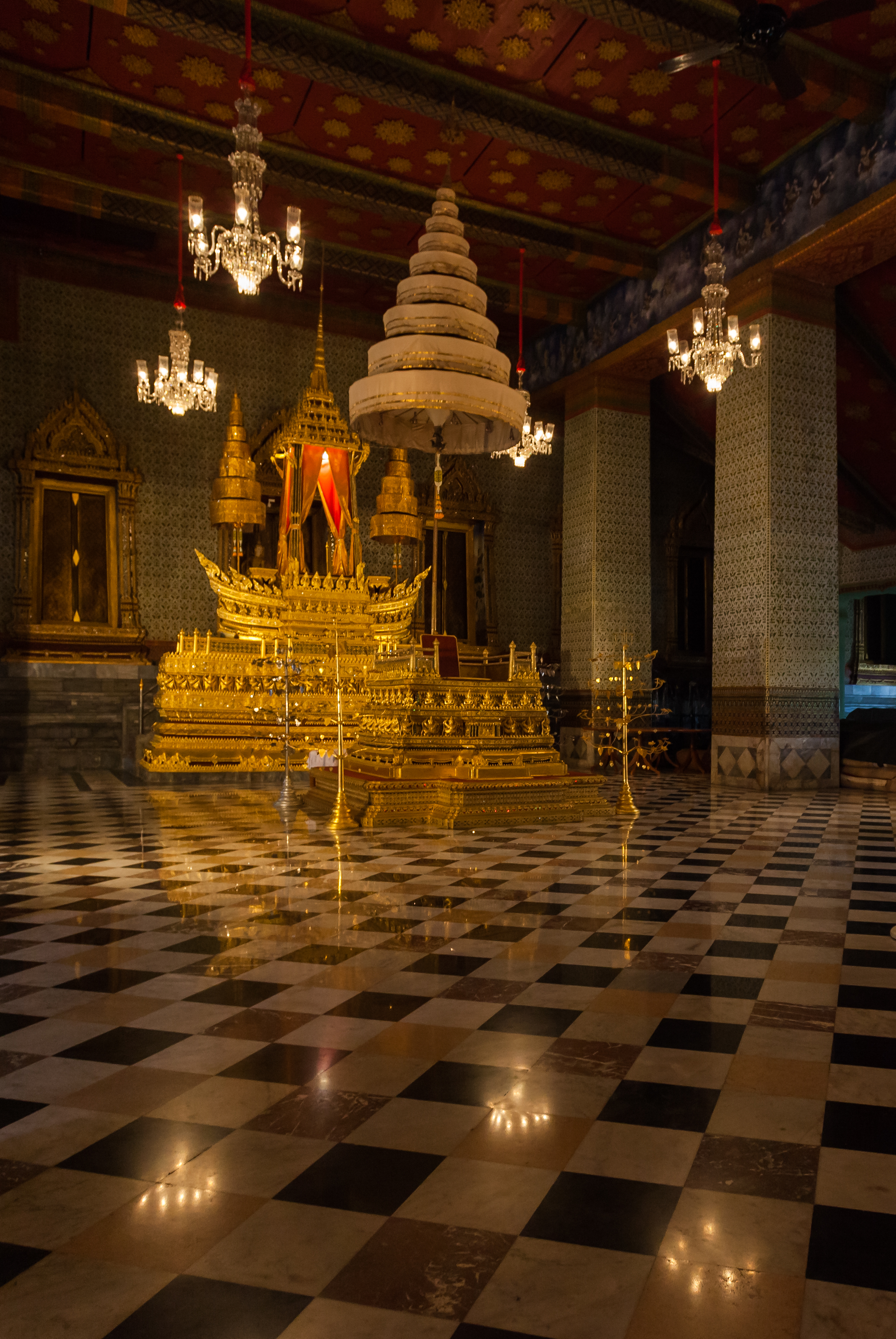
皇家九层伞盖在曼谷大皇宫内的宝座上。只有加冕的国王才能使用九层伞盖。
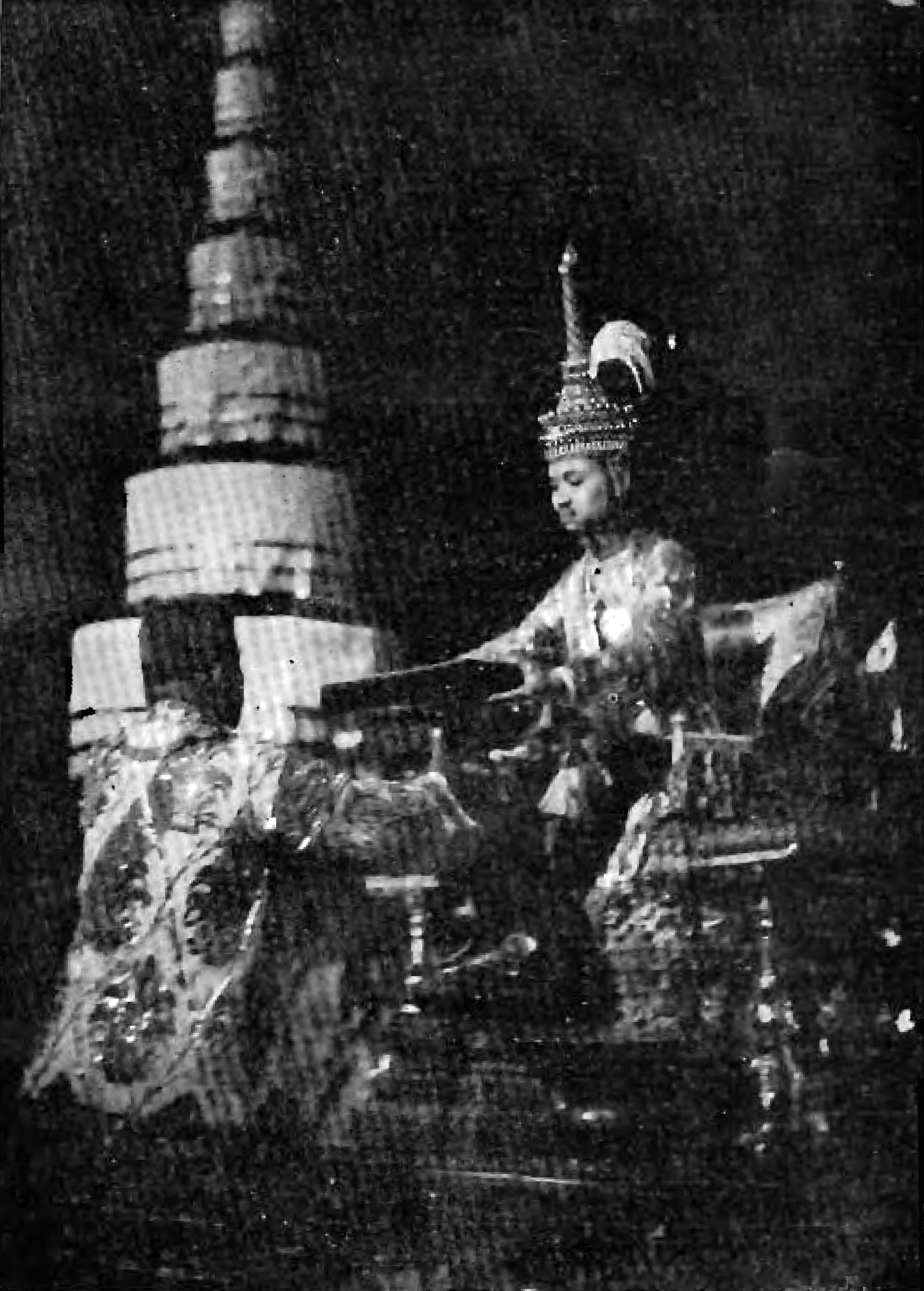
泰国国王巴差提朴在阿南达沙玛空皇家御会馆签署宪法。在他的宝座旁可以看到一个白色大伞盖 。
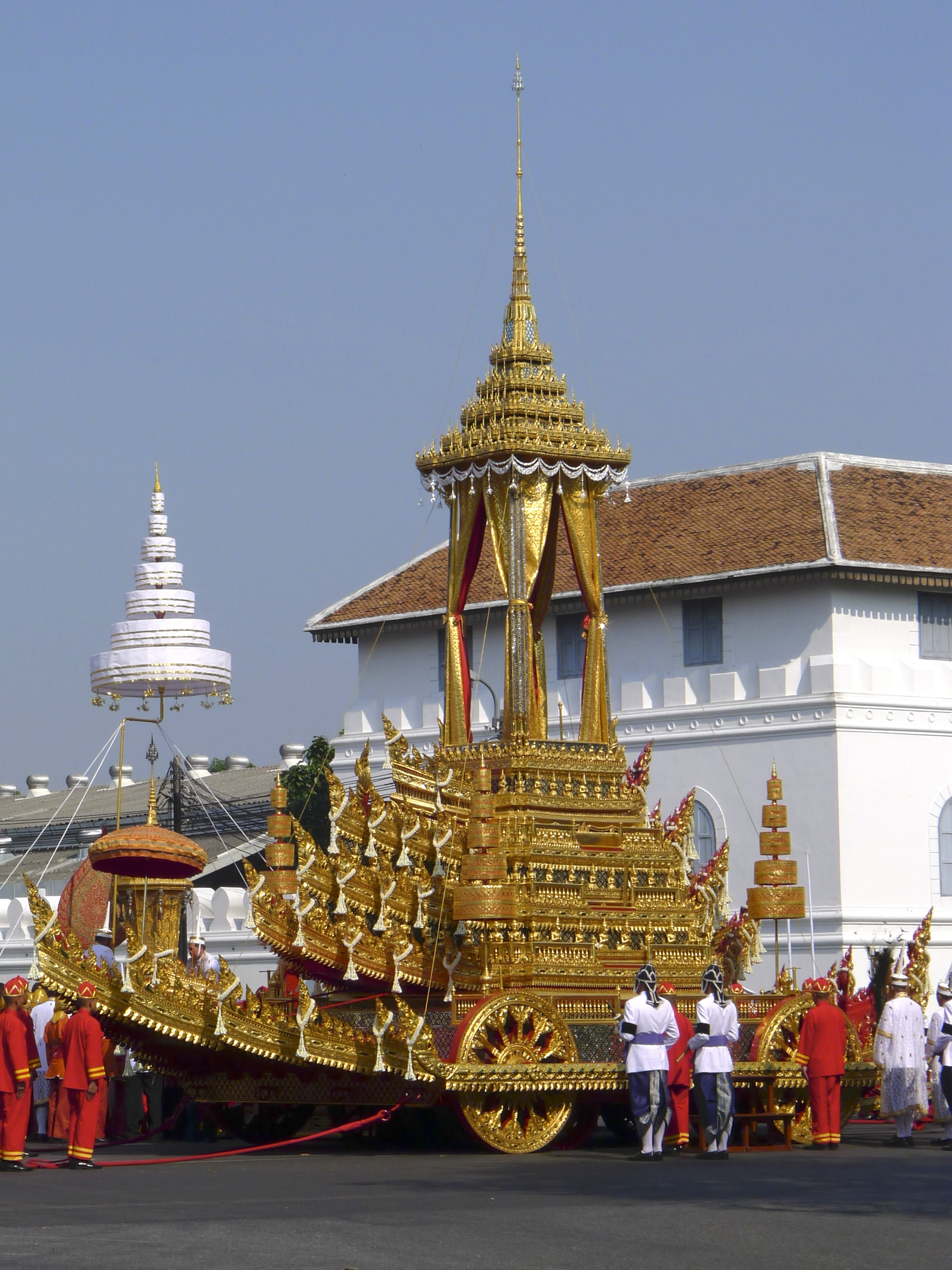
七层白伞盖悬挂在泰国公主的骨灰缸上。
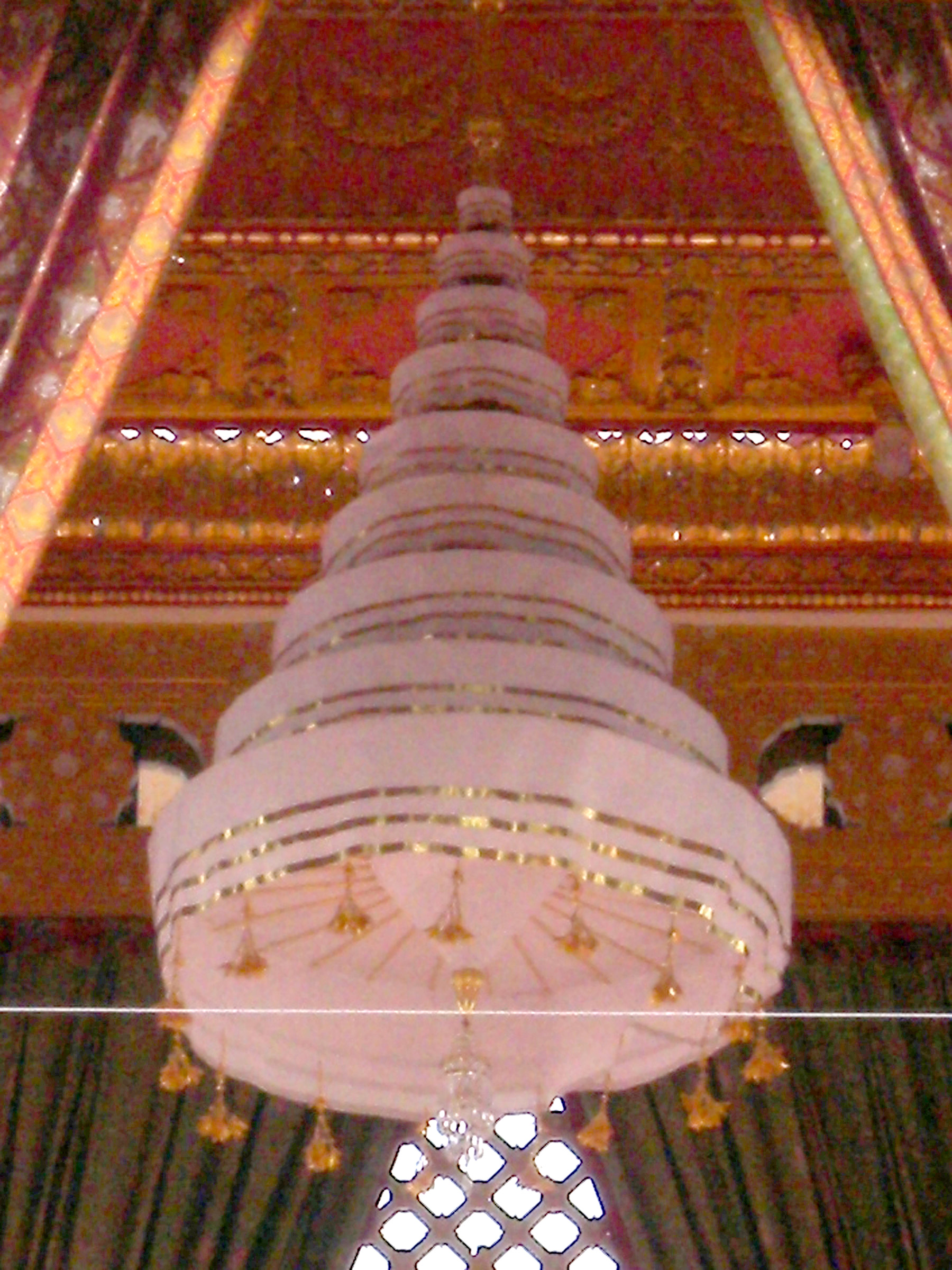
九层白伞盖在普密蓬国王葬礼柴堆上。
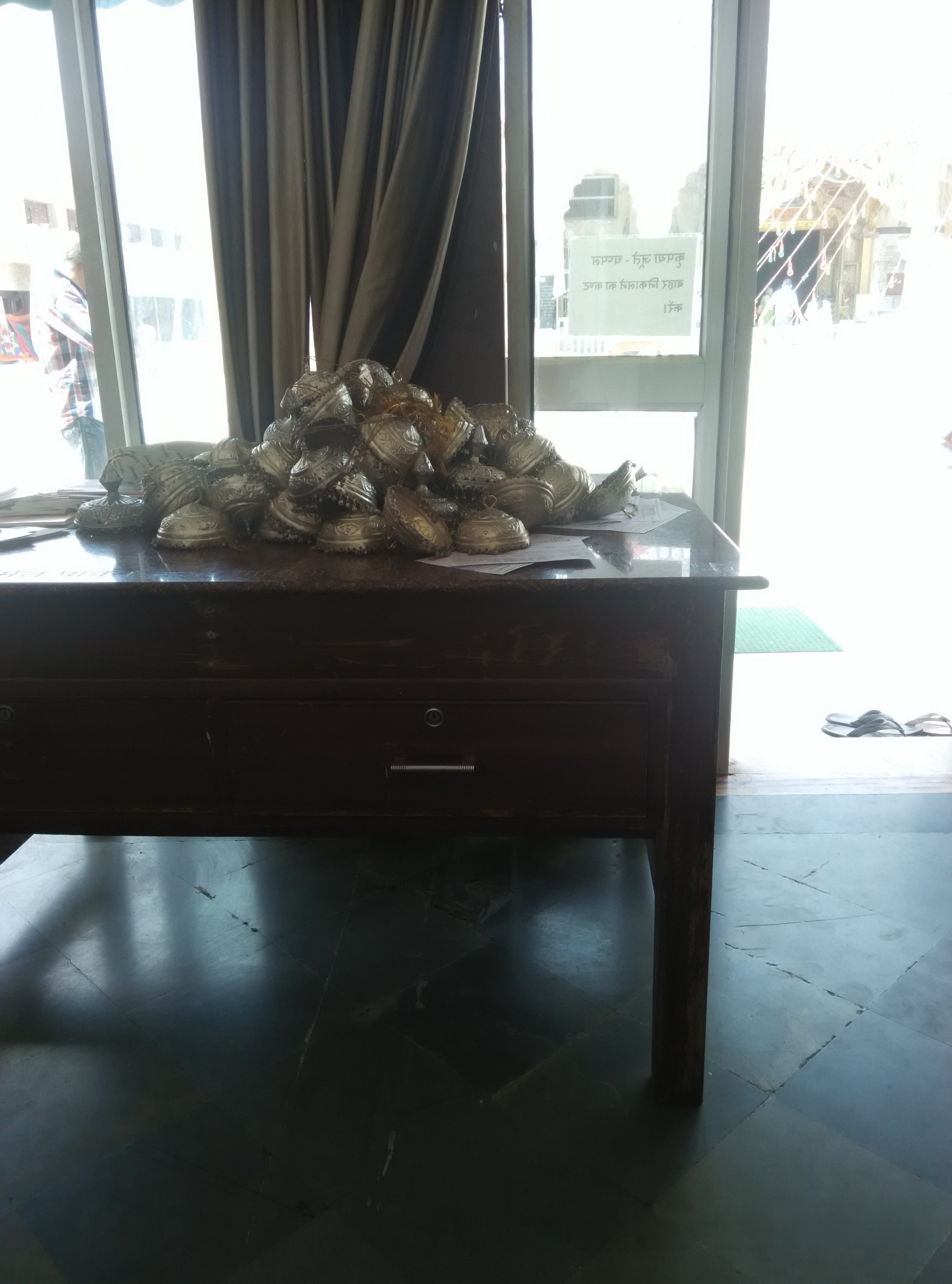
在拉贾斯坦邦耆那教寺庙中的伞盖
伞盖符号
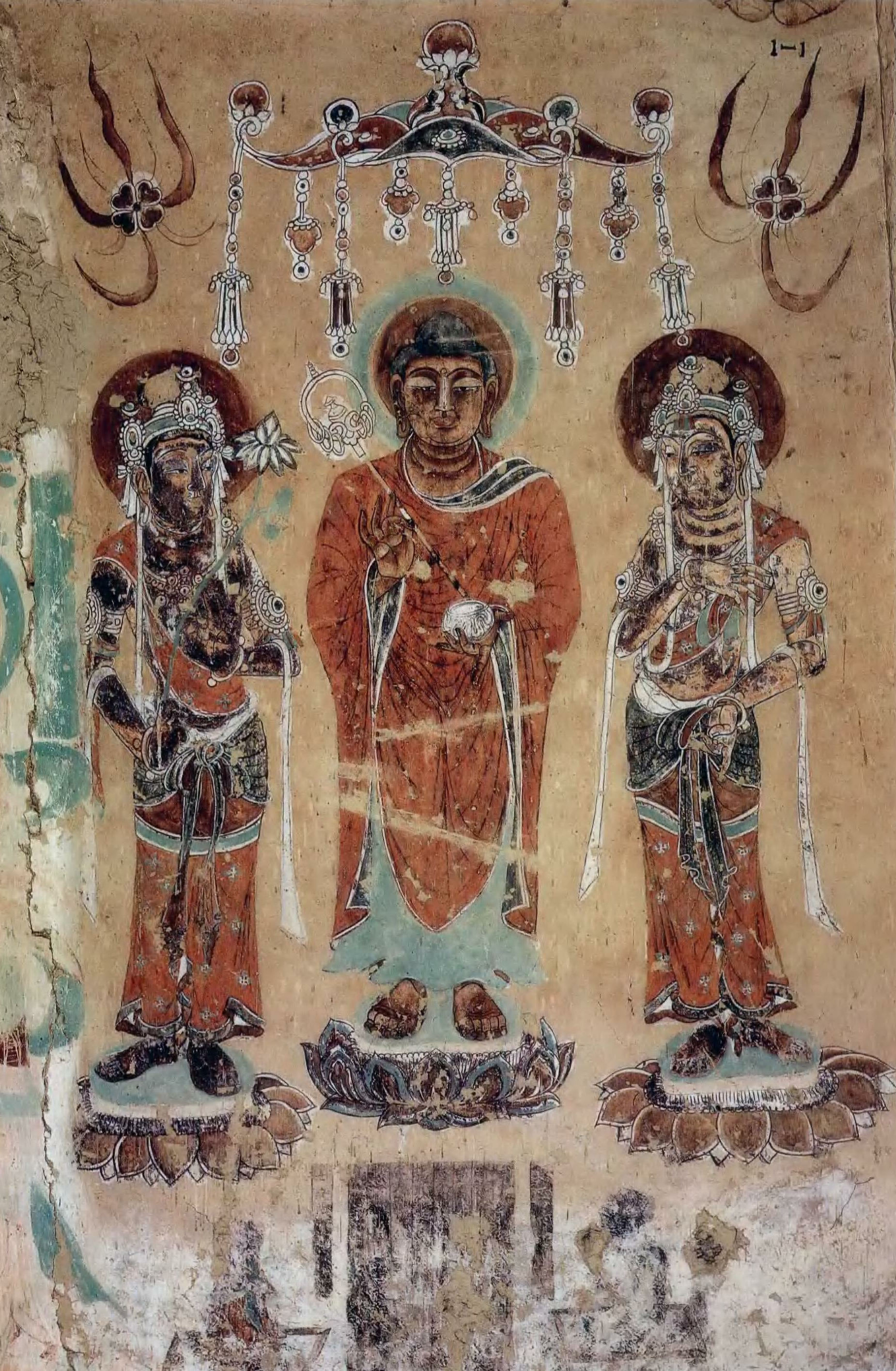
莫高窟第322窟壁画，药师佛的头顶上有一个装饰化的伞盖。
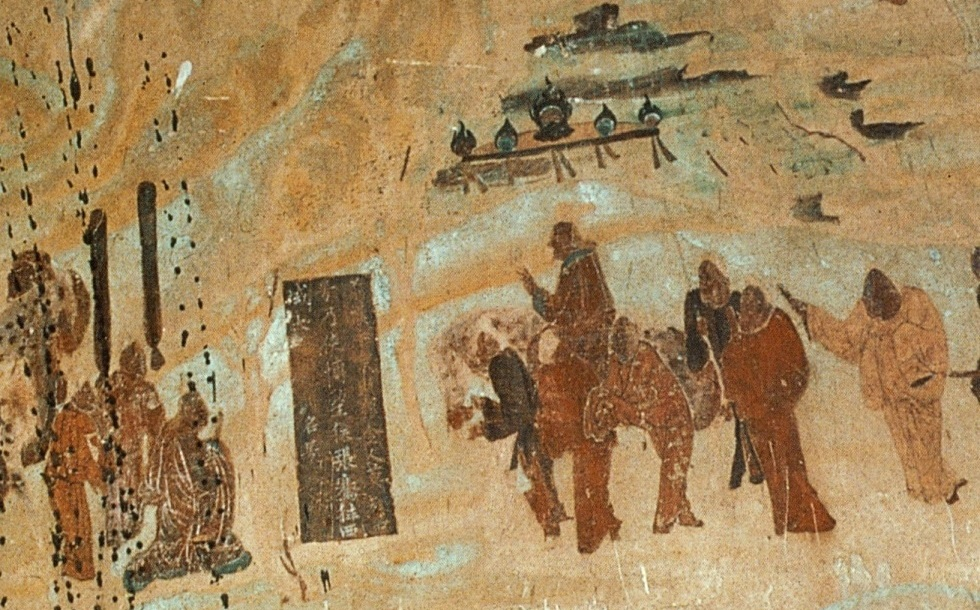
张骞头顶上的伞盖
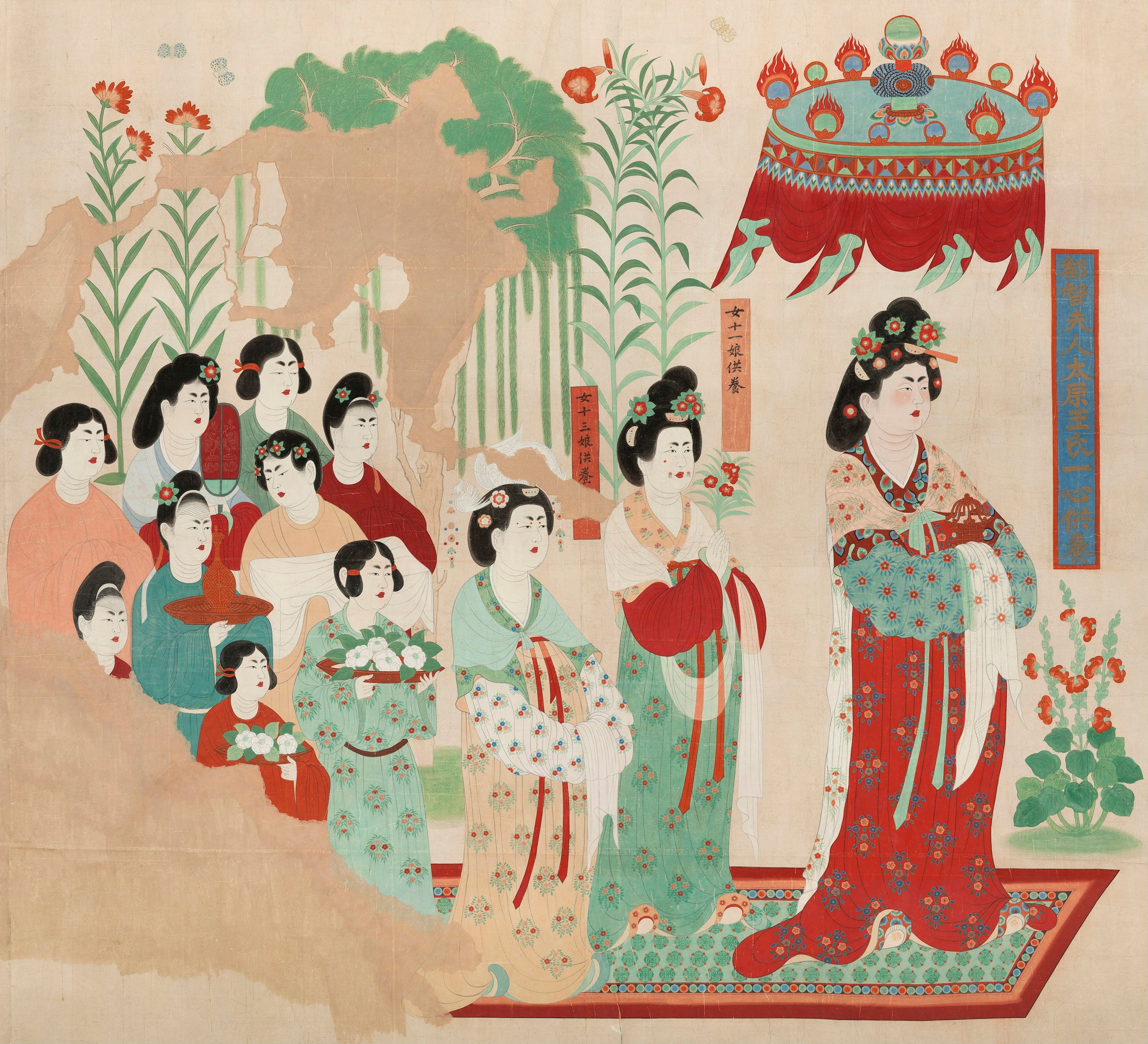
都督夫人太原王氏头顶上的伞盖